# Els Durrell

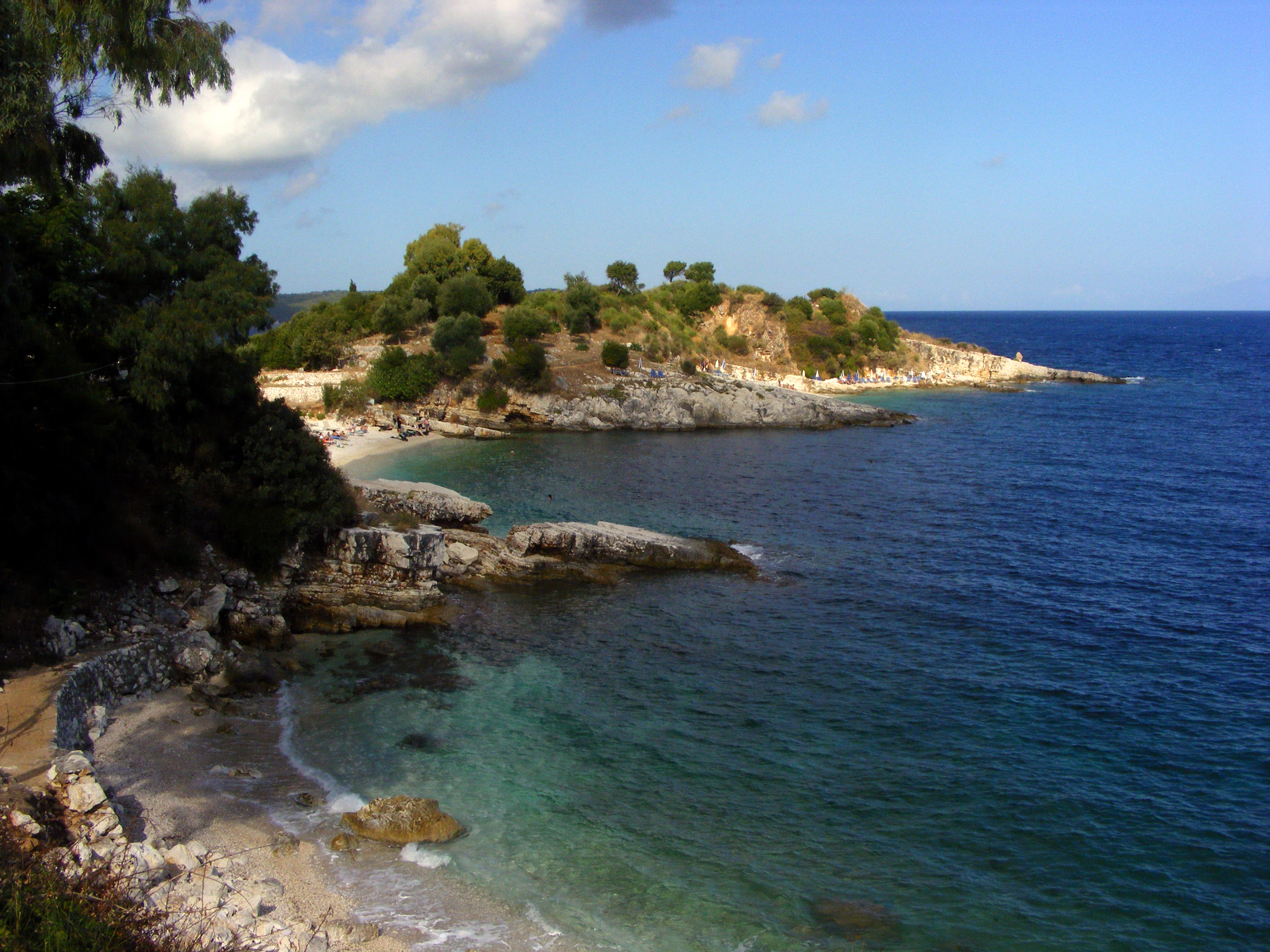
Vista de la costa de Corfú, lloc on està ambientada la sèrie.

Els Durrell (títol original, The Durrells; també coneguda com The Durrells in Corfu), és una sèrie britànica estrenada el 3 d'abril del 2016 en la cadena de televisió ITV. Ha estat doblada al català per a TV3, que va estrenar-la el 21 de juliol de 2025. Anteriorment, havia estat subtitulada al català per a plataformes digitals.
La sèrie està basada en l'autobiogràfica trilogia de Corfú formada pels llibres La meva família i altres animals, Ocells, bèsties i parents i El jardí dels déus de l'autor Gerald Durrell.
La sèrie ha comptat amb actors convidats com Vernon Dobtcheff, James Cosmo, Jeff Rawle, entre d'altres.
El 15 d'abril de 2016 es va anunciar que els creadors l'havien renovat per a una segona temporada, la qual va ser estrenada en el 2017. El 8 d'abril de 2017 el guionista Simon Nye va anunciar que la sèrie havia estat renovada per a una tercera temporada. El 7 d'abril del 2019 es va estrenar la quarta temporada.

## Història
Situada en el 1935, la sèrie inicia quan l'anglesa Louisa Durrell, la vida de la qual comença a enfonsar-se després de la mort del seu marit, pren la radical decisió de cercar un nou destí per a la seva família. Les seves opcions a la fi de la dècada de 1930 semblen estar limitades a sofrir fam o casar-se amb un home major i ric. També està preocupada per les vides dels seus quatre fills: Lawrence «Larry» Durrell (un jove que somia a ser escriptor), Leslie Durrell, Margo Durrell i Gerald «Gerry» Durrell (el més petit, que aviat desenvolupa un gran amor pels animals) es dirigeixen pel camí equivocat, decideix mudar-se de Bournemouth a l'illa grega de Corfú.
Encara que al principi les coses no van bé per a la família i tenen problemes per a adaptar-se a la seva nova vida a l'illa (especialment quan descobreixen que no tenen electricitat), a poc a poc van acceptant-la com la seva nova llar. S'enfronten a un nou conjunt de reptes, mentre que en el procés descobriran a nous amics, rivals, amants i animals.

## Repartiment i personatges
| Personatge           | Intèrpret                   | Temporada 1  | Temporada 2  | Temporada 3  | Temporada 4  | Període   | Núm. aparicions |
| -------------------- | --------------------------- | ------------ | ------------ | ------------ | ------------ | --------- | --------------- |
| Louisa Durrell       | Keeley Hawes                | Protagonista | Protagonista | Protagonista | Protagonista | 2016–2019 | 26              |
| Gerry Durrell        | Milo Parker                 | Protagonista | Protagonista | Protagonista | Protagonista | 2016–2019 | 26              |
| Larry Durrell        | Josh O'Connor               | Protagonista | Protagonista | Protagonista | Protagonista | 2016–2019 | 26              |
| Margo Durrell        | Daisy Waterstone            | Protagonista | Protagonista | Protagonista | Protagonista | 2016–2019 | 26              |
| Leslie Durrell       | Callum Woodhouse            | Protagonista | Protagonista | Protagonista | Protagonista | 2016–2019 | 26              |
| Spiros Halikiopoulos | Alexis Georgoulis           | Protagonista | Protagonista | Protagonista | Protagonista | 2016–2019 | 26              |
| Lugaretzia           | Anna Savva                  | Protagonista | Protagonista | Protagonista | Protagonista | 2016–2019 | 26              |
| Theo Stephanides     | Yorgos Karamihos            | Protagonista | Protagonista | Protagonista | Protagonista | 2016–2019 | 26              |
| Florence Petrides    | Lucy Black                  | Recurrent    | Recurrent    | Recurrent    | Recurrent    | 2016–2019 | 21              |
| Dr. Petrides         | Alexis Conran               | Recurrent    | Recurrent    | Recurrent    | Recurrent    | 2016–2019 | 9               |
| Sven Lundblad        | Ulric von der Esch          | Recurrent    | Recurrent    | Recurrent    | Recurrent    | 2016–2019 | 11              |
| Pavlos               | Nikos Orestis Chaniotakis   | Convidat     | Recurrent    | Convidat     | Convidat     | 2016–2019 | 6               |
| Comtessa Mavrodaki   | Leslie Caron                | Recurrent    | Convidada    | Convidada    |              | 2016–2019 | 6               |
| Tia Hermione         | Barbara Flynn               | Convidada    | Convidada    | Recurrent    | Convidada    | 2016–2018 | 5               |
| Max                  | Maximilian Befort           | Recurrent    | Recurrent    |              |              | 2016–2017 | 3               |
| Donald               | Ben Hall                    | Recurrent    | Recurrent    |              |              | 2016–2017 | 7               |
| Capità Creech        | James Cosmo                 | Recurrent    |              | Convidat     | Convidat     | 2016–2019 | 4               |
| Prudence             | Felicity Montagu            | Convidada    |              | Convidada    | Recurrent    | 2016–2019 | 4               |
| Geoffrey             | Jeff Rawle                  | Convidat     |              | Convidat     | Recurrent    | 2016–2019 | 4               |
| Nancy                | Lizzy Watts                 | Recurrent    |              |              |              | 2016      | 3               |
| Alexia               | Hara-Joy Ermidi             | Recurrent    |              |              |              | 2016      | 3               |
| Dennis               | Jeremy Swift                | Recurrent    |              |              |              | 2016      | 4               |
| Angel                | Jamie Ward                  | Recurrent    |              |              |              | 2016      | 3               |
| Hugh Jarvis          | Daniel Lapaine              |              | Recurrent    |              |              | 2017      | 6               |
| Vasilia Prifona      | Errika Bigiou               |              | Recurrent    |              |              | 2017      | 5               |
| Zoltan               | Merch Husey                 |              | Convidat     | Recurrent    | Convidat     | 2017–2019 | 7               |
| Henry Miller         | Trevor White                |              |              | Recurrent    |              | 2018      | 2               |
| Daphne Likourgou     | Elli Tringou                |              |              | Recurrent    | Recurrent    | 2018–2019 | 8               |
| Galini               | Olivia Lebedeva-Alexopoulou |              |              | Recurrent    | Recurrent    | 2018–2019 | 6               |
| Basil                | Miles Jupp                  |              |              | Recurrent    | Protagonista | 2018–2019 | 8               |
| Comtessa De Torro    | Sarah Crowden               |              |              |              | Recurrent    | 2019      | 2               |
| Lazaros Vangelatos   | Constantin Symsiris         |              |              |              | Recurrent    | 2019      | 1               |

## Episodis
La primera i la segona temporada estan formades per 6 episodis cadascuna, la tercera consta de 8 episodis i la quarta temporada de 6 episodis, sent en total 26 episodis.
| Temporada | Temporada | Episodis | Episodis | Dates d’emissió    | Dates d’emissió    |
| Temporada | Temporada | Episodis | Episodis | Primera emissió    | Última emissió     |
| --------- | --------- | -------- | -------- | ------------------ | ------------------ |
|           | 1         | 6        | 6        | 3 d'abril de 2016  | 8 de maig de 2016  |
|           | 2         | 6        | 6        | 23 d'abril de 2017 | 28 de maig de 2017 |
|           | 3         | 8        | 8        | 18 de març de 2018 | 6 de maig de 2018  |
|           | 4         | 6        | 6        | 7 d'abril de 2019  | 12 de maig de 2019 |

### Temporada 1 (2016)
1935
| Núm. total | Núm. de la temporada | Títol       | Direcció     | Guió      | Data d'emissió original | Data d'emissió a TV3 |
| --- | -------------------- | ----------- | ------------ | --------- | ----------------------- | -------------------- |
| 1 | 1                    | «Episodi 1» | Steve Barron | Simon Nye | 3 d'abril de 2016       | 21 de juliol de 2025 |
| Els Durrell són una família anglesa dels anys 30 que fa el gran pas d'anar-se'n a viure a l'illa grega de Corfú. El començament no serà gens fàcil. La mare haurà de fer un esforç per instal·lar-s'hi amb els pocs diners que tenen i per fer entendre als fills que no hi han anat de vacances. De tota manera, gràcies a l'ajuda d'uns quants habitants de l'illa, la família comença a adaptar-s'hi, cadascú a la seva manera. |                      |             |              |           |                         |                      |
| 2 | 2                    | «Episodi 2» | Steve Barron | Simon Nye | 10 d'abril de 2016      | 21 de juliol de 2025 |
| La Louisa cada vegada està més desesperada perquè no li arriben els diners que espera d'Anglaterra i la família està arruïnada. Deuen el lloguer de la casa i subsisteixen menjant el que troben al camp, que no és gaire. I els fills tampoc l'ajuden gaire, cadascun va a la seva. La Louisa se sent molt sola. |                      |             |              |           |                         |                      |
| 3 | 3                    | «Episodi 3» | Steve Barron | Simon Nye | 17 d'abril de 2016      | 22 de juliol de 2025 |
| La Louisa encara està preocupada pels fills. El Leslie té un desengany amorós i la mare demana al Larry, que només està pendent de la màquina d'escriure, que faci costat al seu germà. La Margo, a part d'esperar si troba marit, no té res a fer, i la Louisa es posa a buscar-li feina. I el Gerry es fa amic d'un presidiari que podria ser un assassí.                                                                        |                      |             |              |           |                         |                      |
| 4 | 4                    | «Episodi 4» | Roger Goldby | Simon Nye | 24 d'abril de 2016      | 22 de juliol de 2025 |
| El Leslie està enfadat amb el món i la Louisa el vol escarmentar, però la jugada no li surt com ella esperava i el Leslie acaba tenint problemes. El Gerry té un disgust molt gros perquè el Larry li mata un ratpenat sense voler. I mentre la Margo abusa de l'amabilitat de la comtessa, la Louisa i l'Sven no s'acaben d'entendre.                                                                                             |                      |             |              |           |                         |                      |
| 5 | 5                    | «Episodi 5» | Roger Goldby | Simon Nye | 1 de maig de 2016       | 23 de juliol de 2025 |
| Els Durrell reben la visita d'uns parents: una tia i uns cosins que no estan gens acostumats a sortir d'Anglaterra i que a Grècia, trobaran pegues a tot. La Louisa farà el possible per convèncer la tieta que anar a viure a Corfú ha sigut una bona decisió, però no li serà gens fàcil. Per sort, trobarà consol en l'Sven i, com sempre, pot comptar amb l'ajuda de l'Spiros per tot el que calgui.                           |                      |             |              |           |                         |                      |
| 6 | 6                    | «Episodi 6» | Roger Goldby | Simon Nye | 8 de maig de 2016       | 23 de juliol de 2025 |
| La Louisa anuncia als seus fills que es casa amb l'Sven. Ells ho reben bastant bé però el volen interrogar abans de donar el vistiplau. La Nancy pressiona el Larry per anar a viure sols, però ell no té gaire clar si vol deixar la família. La comtessa té una mena de depressió i la Margo no sap com ajudar-la. I el Gerry obre un zoo perquè tothom pugui veure els animals que té.                                          |                      |             |              |           |                         |                      |

### Temporada 2 (2017)
1936
| Núm. total | Núm. de la temporada | Títol       | Direcció     | Guió      | Data d'emissió original | Data d'emissió a TV3 |
| --- | -------------------- | ----------- | ------------ | --------- | ----------------------- | -------------------- |
| 7 | 1                    | «Episodi 1» | Steve Barron | Simon Nye | 23 d'abril de 2017      | 24 de juliol de 2025 |
| La Louisa té problemes econòmics i amb prou feines pot alimentar la família. A més, la neboda del propietari de la casa li reclama el lloguer de molt males maneres. El Larry està bloquejat i no té idees per escriure, el Leslie encara està obsessionat amb les armes, la Margo es retroba amb el seu amic monjo i el Gerry s'entusiasma amb el rastre d'una llúdria.                                           |                      |             |              |           |                         |                      |
| 8 | 2                    | «Episodi 2» | Steve Barron | Simon Nye | 30 d'abril de 2017      | 24 de juliol de 2025 |
| Al Larry li publiquen la novel·la a Anglaterra, però ningú hi dona gaire importància. De fet, la família ni tan sols ha llegit el llibre. La Louisa té molta feina fent menjar per anar-lo a vendre al mercat i el Leslie li fa notar que potser no està prou pels fills. La Margo, per la seva banda, vol aprendre tot el que ha de saber per ser monja.                                                          |                      |             |              |           |                         |                      |
| 9 | 3                    | «Episodi 3» | Steve Barron | Simon Nye | 7 de maig de 2017       | 25 de juliol de 2025 |
| S'acosta l'aniversari de la Louisa i els fills li munten un pícnic per celebrar-ho, però la cosa surt malament perquè la Louisa està en plena crisi: no li fa gens de gràcia fer-se gran, li arriba el rumor que l'Sven té xicota i troba a faltar el Larry. El Leslie, per la seva banda, s'ha aficionat a la fotografia. I la Vassilia desafia la Louisa.                                                        |                      |             |              |           |                         |                      |
| 10 | 4                    | «Episodi 4» | Edward Hall  | Simon Nye | 14 de maig de 2017      | 25 de juliol de 2025 |
| El Larry és a casa la seva mare amb galteres i no ho porta gens bé. A més, com que es preveuen pluges torrencials que durin un parell de dies, la família s'ha d'estar tancada a casa i la convivència no és gaire fàcil. Per acabar d'empitjorar la situació, arriba la tia Hermione amb una senyora que diu que és mèdium i que assegura que ha estat en contacte amb el difunt marit de la Louisa.              |                      |             |              |           |                         |                      |
| 11 | 5                    | «Episodi 5» | Edward Hall  | Simon Nye | 21 de maig de 2017      | 28 de juliol de 2025 |
| El Larry no veu la manera de tallar la relació amb la Vassilia perquè li fa por que ella se'n vulgui venjar. El Gerry no sap què fer per no haver d'estudiar amb el Donald, i el Donald no sap què fer per agradar-li a la Margo. Per la seva banda, la Louisa vol organitzar un partit de criquet de germanor entre anglesos i grecs, però els jugadors són molt competitius i no serà un partit gaire fraternal. |                      |             |              |           |                         |                      |
| 12 | 6                    | «Episodi 6» | Edward Hall  | Simon Nye | 28 de maig de 2017      | 28 de juliol de 2025 |
| La Louisa es rumia la proposta del Hugh de tornar a Anglaterra amb ell. Al Larry li costa oblidar la Vassilia i no està gens inspirat per escriure. El Donald està molt enamorat de la Margo i té esperances que ella el correspongui. El Gerry està molt pendent de la llúdria, que li sembla que està a punt de parir, igual que la Florence i la filla de la Lugarétzia.                                        |                      |             |              |           |                         |                      |

1. ↑  La preestrena va tenir lloc al BFI & Radio Times Television Festival de Londres el 8 d'abril de 2017.[11]

### Temporada 3 (2018)
1937
El 8 d'abril de 2017, el guionista Simon Nye va anunciar al BFI and Radio Times Television Festival de Londres que estaven preparant una tercera temporada. Va descriure la tercera temporada amb el fet que tindria «alguns animals nous i exòtics», i que la producció començaria en tres setmanes, quan Keeley Hawes arribés a Corfú per al rodatge. Està ambientada el 1937.
| Núm. total | Núm. de la temporada | Títol       | Direcció         | Guió      | Data d'emissió original | Data d'emissió a TV3 |
| --- | -------------------- | ----------- | ---------------- | --------- | ----------------------- | -------------------- |
| 13 | 1                    | «Episodi 1» | Roger Goldby     | Simon Nye | 18 de març de 2018      | 29 de juliol de 2025 |
| La Margo descobreix que el Leslie té tres xicotes i la Louisa es posa a investigar qui són per decidir quina li convé més. El Gerry no para de portar animals cap a casa i la Louisa també el vol obligar a desfer-se d'uns quants. El Larry està de molt mal humor perquè l'editor l'obliga a triar un pseudònim i, a més, es fa mal a la cama. La Margo, per la seva banda, es busca un hobby per passar el temps.                        |                      |             |                  |           |                         |                      |
| 14 | 2                    | «Episodi 2» | Roger Goldby     | Simon Nye | 25 de març de 2018      | 29 de juliol de 2025 |
| La tieta Hermione s'instal·la definitivament a casa els Durrell. La Margo està molt engrescada amb la feina que té i el Gerry es dedica a observar hores i hores les bestioles que hi ha a la paret del jardí. Al final, el Leslie, de les tres nòvies que té, s'acaba decidint per la Dionissia i tots dos són molt feliços i estan molt enamorats. Ningú de la família s'espera que un parell de sorpreses que canviaran la vida que fan. |                      |             |                  |           |                         |                      |
| 15 | 3                    | «Episodi 3» | Roger Goldby     | Simon Nye | 1 d'abril de 2018       | 30 de juliol de 2025 |
| La Louisa i el Larry se'n van a Anglaterra a enterrar la tieta Hermione, però el Larry de seguida troba companyies més interessants i deixa la seva mare sola amb els cosins. Mentrestant, a Corfú, l'Spiros està decidit a complir l'encàrrec de la Louisa de vigilar els seus fills mentre ella és fora. La Margo es veu amb el Zoltan d'amagat i el Gerry està preocupat perquè hi ha un pagès que maltracta el seu burro.               |                      |             |                  |           |                         |                      |
| 16 | 4                    | «Episodi 4» | Roger Goldby     | Simon Nye | 8 d'abril de 2018       | 30 de juliol de 2025 |
| Un telegrama del Larry des d'Atenes avisant que aviat rebran la visita d'un príncep indi revoluciona la família. El Larry també troba un conegut que passa un mal moment i se l'emporta cap a casa. La Louisa, aclaparada pels convidats, perquè encara no li ha trobat una escola a en Gerry i perquè ha de ser àvia, comença a beure més del compte.                                                                                      |                      |             |                  |           |                         |                      |
| 17 | 5                    | «Episodi 5» | Niall MacCormick | Simon Nye | 15 d'abril de 2018      | 31 de juliol de 2025 |
| Una família italiana arriba a l'illa i l'Spiro els ajuda a instal·lar-se. Són una família rica i tant el pare com els tres fills són guapos i educats. La Louisa, quan els coneix, no para de comparar-los amb la seva família. Per la seva banda, el Larry i el Leslie es presenten voluntaris per ser bombers, i el Gerry coneix una nena que també li agraden els animals.                                                               |                      |             |                  |           |                         |                      |
| 18 | 6                    | «Episodi 6» | Niall MacCormick | Simon Nye | 22 d'abril de 2018      | 31 de juliol de 2025 |
| La Louisa li organitza una festa d'aniversari al Gerry per celebrar que fa tretze anys, i tota la família té feina a preparar coses. Hauran de fer la festa a dins de casa perquè hi ha una plaga de mosques que no permet estar a l'aire lliure, però tots els convidats s'ho passaran molt bé. Tots menys el Gerry, que s'enfada amb la seva mare perquè el tracta com un nen petit i li fa passar vergonya.                              |                      |             |                  |           |                         |                      |
| 19 | 7                    | «Episodi 7» | Niall MacCormick | Simon Nye | 29 d'abril de 2018      | 1 d'agost de 2025    |
| L'Spiro està molt trist perquè troba a faltar la dona i els fills, i els Durrell miren d'animar-lo. Al Leslie li arriba el rumor que volen detenir l'Sven i el Viggo perquè són homosexuals. I la família rep dues visites: el Henry Miller, que es passa el dia despullat per casa, i un cosí de la Louisa encarregat de gestionar el testament de la tia Hermione.                                                                        |                      |             |                  |           |                         |                      |
| 20 | 8                    | «Episodi 8» | Niall MacCormick | Simon Nye | 6 de maig de 2018       | 1 d'agost de 2025    |
| El Larry, per guanyar diners, escriu articles de viatges per diaris anglesos i s'inventa moltes coses de Corfú. La Margo sospita que el Zoltan la vol deixar perquè es comporta de manera estranya. El Leslie cada vegada està més content amb la Dafne i la criatura que esperen. I la Louisa és feliç perquè l'Spiros passa moltes hores amb ella. A més, tota la família està contenta perquè ha arribat el circ.                        |                      |             |                  |           |                         |                      |

### Temporada 4 (2019)
1939
| Núm. total | Núm. de la temporada | Títol       | Direcció     | Guió      | Data d'emissió original | Data d'emissió a TV3 |
| --- | -------------------- | ----------- | ------------ | --------- | ----------------------- | -------------------- |
| 21 | 1                    | «Episodi 1» | Roger Goldby | Simon Nye | 7 d'abril de 2019       | 4 d'agost de 2025    |
| El Leslie i la Louisa miren de refer-se dels desenganys amorosos que han tingut, el Leslie a base activitat física i la Louisa dedicant tots els esforços a la casa de dispesa. Les dues ballarines que viuen amb ells s'instal·len a l'habitació del Larry per no haver de pagar i no el deixen treballar. Per tant, al principi, l'únic client que paga és el Basil, que és molt exigent, però llavors, arriba un altre hoste molt misteriós. |                      |             |              |           |                         |                      |
| 22 | 2                    | «Episodi 2» | Roger Goldby | Simon Nye | 14 d'abril de 2019      | 4 d'agost de 2025    |
| Un comandant retirat arriba a la casa d'hostes dels Durrell amb un bagul ple d'armes i ganes de caçar. El Leslie està disposat a ajudar-lo a canvi de diners i el Gerry farà tot el que pugui perquè no cacin. El Basil s'ha enamorat de la Louisa i la Margo se'n va de casa sense dir res a la seva mare. La Lugarétzia també se'n va perquè té mal d'esquena i la Louisa se sent molt sola en una casa plena d'homes.                        |                      |             |              |           |                         |                      |
| 23 | 3                    | «Episodi 3» | Roger Goldby | Simon Nye | 21 d'abril de 2019      | 5 d'agost de 2025    |
| La Louisa va a comprar coses per fer un pícnic amb la família, i a la botiga troba l'Spiros i la seva dona. Tot parlant, els convida a anar amb ells al pícnic i la dona de l'Spiros accepta la invitació de seguida. Quan arriba el dia, van tots plegats a passar al dia al nord de l'illa, on viu el Larry. Mentrestant, la Margo se'n va a Anglaterra i s'instal·la a casa de la Prue i el Geoffrey, que viuen en un poblet.                |                      |             |              |           |                         |                      |
| 24 | 4                    | «Episodi 4» | Steve Barron | Simon Nye | 28 d'abril de 2019      | 5 d'agost de 2025    |
| La societat de Corfú és molt tradicional i la gent comença a parlar malament dels Durrell perquè consideren que la família i els seus hostes tenen comportaments immorals. Mentrestant, a Anglaterra, la Margo no està gens contenta amb la feina que fa d'institutriu perquè l'alumna que té no li posa les coses gens fàcils. I a París, el Larry llegeix amb enyorança les cartes de la família.                                             |                      |             |              |           |                         |                      |
| 25 | 5                    | «Episodi 5» | Steve Barron | Simon Nye | 5 de maig de 2019       | 6 d'agost de 2025    |
| Tot Corfú està pendent de la visita del rei de Grècia i dels preparatius per rebre'l. La Louisa vol que la família també s'hi impliqui. L'Spiro continua vivint a casa els Durrell i el Leslie no pot convèncer el Basil que trenqui amb la Dímitra. Mentrestant, la Margo travessa mig Europa en tren per anar a Corfú. |                      |             |              |           |                         |                      |
| 26 | 6                    | «Episodi 6» | Steve Barron | Simon Nye | 12 de maig de 2019      | 6 d'agost de 2025    |
| Tots els membres de la família Durrell tornen a estar junts a Corfú i la Louisa no pot estar més contenta. Tots són conscients que a Europa bufen aires de guerra, però la Louisa no en vol ni sentir parlar. El Larry, per la seva banda, proposa representar una obra de teatre que ha escrit per celebrar que ha tornat. |                      |             |              |           |                         |                      |

## Premis i nominacions
| Any  | Categoria                            | Premi                          | Nominats          | Resultat  |
| ---- | ------------------------------------ | ------------------------------ | ----------------- | --------- |
| 2017 | Millor actriu                        | Broadcasting Press Guild Award | Keeley Hawes      | Guanyador |
| 2017 | Millor sèrie dramàtica               | BAFTA TV Award                 | The Durrells      | Nominat   |
| 2017 | Millor disseny de vestuari           | BAFTA TV Award                 | Charlotte Holdich | Nominat   |
| 2017 | Millors títols i identitat gràfica   | BAFTA TV Award                 | Alex Maclean      | Nominat   |
| 2017 | Millor guionista de drama            | BAFTA TV Award                 | Simon Nye         | Nominat   |
| 2016 | Millor disseny de producció de drama | RTS Craft & Design Award       | Stevie Herbert    | Guanyador |
| 2016 | Millor disseny gràfic: títols        | RTS Craft & Design Award       | Alex Maclean      | Nominat   |

## Producció
El 2015 es va anunciar que la cadena de televisió ITV havia encarregat l'adaptació de l'autobiografia trilogia de Corfú de l'autor Gerald Durrell per a una sèrie.
La sèrie és dirigida per Steve Barron, Roger Goldby i Edward Hall, i escrita per Simon Nye i Gerald Durrell.
Lee McGeorge-Durrell, la vídua de Gerald Durrell i directora del Durrell Wildlife Conservation Trust, és assessora de la sèrie.
La sèrie és produïda per Christopher Hall i Erin Delaney, i compta amb els productors executius Nye, Lee Morris, Sally Woodward Gentle, Rebecca Eaton i Jody Klein. Les companyies productores són Sid Gentle Films i Masterpiece.
La música està a càrrec de Ruth Barrett i Jon Wygens, mentre que la fotografia està en mans de Julian Court, James Aspinall, Damian Bromley i Sam Renton.